# Ponta da Abra
Ponta da Abra é uma pequena saliência da costa marítima, na Ponta de São Lourenço, Ilha da Madeira, que limita a Baía d' Abra pelo lado de oeste.